# Steffi-Graf-Stadion
Das Steffi-Graf-Stadion ist ein Tennisstadion im Berliner Ortsteil Grunewald, Deutschland, das 1996 erbaut wurde und eine Kapazität von 7000 Plätzen hat.
Im Jahr 2004 wurde das Stadion, das bis dahin Berliner Tennis-Arena hieß, nach der deutschen Tennisspielerin Steffi Graf umbenannt.
Das Stadion befindet sich auf dem Vereinsgelände des LTTC Rot-Weiß Berlin. Das Finale der Berlin Tennis Open wird hier jährlich ausgetragen.

## Geschichte
Die Baukosten des Stadions betrugen 20 Millionen Mark im Jahr 1996. Das Stadion ersetzte die alte Tribünenanlage von 1983, die rund 3500 Zuschauer fasste.

## Nutzung
Die Anlage wurde u. a. die Austragungsstätte des WTA Berlin, einem Tennisturnier der Tier-I-Kategorie der WTA Tour bei den Frauen bis 2008. Im Jahr 2021 fand die Neuauflage des Turniers statt.
Vom 16. bis 18. September 2016 wurde im Stadion die Davis-Cup-Relegationspartie der deutschen Mannschaft gegen Polen ausgetragen.